# The Rest of The Best
The Rest of The Best es un álbum recopilatorio de The Pogues editado en 1992.

## Listado de temas
1. "If I should fall from grace with god"
2. "The sick bed of Cuchulainn"
3. "The old main drag"
4. "Boys from the County Hell"
5. "Young ned of the hill"
6. "Dark Streets of London"
7. "The Auld Triangle"
8. "Repeal of the licensing laws"
9. "Yeah, yeah, yeah, yeah"
10. "London girl"
11. "Honky tonk woman"
12. "Summer in Siam"
13. "Turskish song of the damned"
14. "Lullaby of London"
15. "The sunnyside of the street"
16. "Hell's ditch"

## Componentes
- Shane MacGowan - voz / guitarra
- Terry Woods - cítara / voz
- Philip Chevron - guitar / voz
- Spider Stacy - tin whistle / voz
- Andrew Ranken - batería
- James Fearnley - acordeón
- Jem Finer - banjo / saxofón
- Darryl Hunt - bajo
- Cait O'Riodan - bajo / voz

- Datos: Q3988986